# Heinrich Brunner
Heinrich Brunner (født 21. juni 1840 i Weis, død 11. august 1915 i Kissingen) var en østrigsk retslærd.
Brunner blev Dr. jur. 1864 i Wien, privatdocent sammesteds 1865, 1866 ekstraordinær professor i Lemberg, 1868 ordentlig professor sammesteds, 1870 i Prag, 1872 i Strassburg, 1873 i Berlin. Brunner, der var elev af Unger, Waitz og Sickel, forenede i en sjælden grad de juridiske og historiske egenskaber, der danner den store retshistoriker. Som forsker viste han vej på alle de områder, han viede sin sporsans og videnskabelige opdagerevne; ligesom Sohm, om end med større forsigtighed, tog han sit udgangspunkt i den frankiske ret og de dermed beslægtede eller sig dertil sluttende retsforfatninger, for på den bredeste og alsidigste basis at fremstille sit lands retshistorie, medens han samtidig lagde den største vægt på en energisk og kraftig granskning og udnyttelse af kildematerialet. 
Efter blandt andet at have udgivet Das gerichtliche Executionsrecht an Babenberger (1864), Zeugen und Inquisitionsbeweis der karolingischen Zeit (1866), Wort und Form im altfranzösischen Process (1868), Das anglonormannische Erbfolgesystem (1869) vandt han europæisk ry ved Die Entstehung der Schwurgerichte (1872), der efterfulgtes af Zur Rechtsgeschichte der römischen und germanischen Urkunde (I, 1880) og Das französische Inhaberpapier des Mittelalters und sein Verhältniss zur Anwaltschaft, zur Cession und zum Orderpapier (1879); i det berømte ufuldendte værk Deutsche Rechtsgeschichte (I, 1887, 2. oplag 1906, II, 1892) fortættedes i en sum 
Brunners dybtgående retshistoriske studier. 
Brunners udmærkede fremstilling af den tyske rets kilder og historie i von Holtzendorffs retsencyklopædi bearbejdedes til Grundzüge der deutschen Rechtsgeschichte (1901, 6. oplag 1913); i Forschungen zur Geschichte des deutschen und französichen Rechtes. Gesammelte Aufsätze (1894) samlede Brunner en del mindre skrifter og afhandlinger; sammen med Karl Zeumer udgav han Die constantinische Schenkungsurkunde (I-II, 1888) 
Af Brunners øvrige righoldige produktion bør endnu fremhæves: Geschichte der englischen Rechtsquellen im Grundriss (1909) og Luft macht frei (1910). Både ved sin fremragende forfattervirksomhed, sin medledelse af "Zeitschrift der Savigny-Stiftung für Rechtsgeschichte", og Monumenta Germaniæ historica og ved sin virksomhed i kommissionen for udgivelsen af den 1914 påbegyndte Deutsches Rechtswörterbuch indtog Brunner en central stilling i Tysklands videnskabelige åndsliv.